# 盧煦
盧煦（1462年—1536年），字子春，浙江金華府東陽縣人，民籍。官至湖廣布政司參議。

## 生平
盧煦研習《易經》，行二，由國子生中式成化十九年癸卯科（1483年）浙江鄉試第四十四名舉人，八次礼部会试不中，第九次年四十七歲時才中式正德三年（1508年）戊辰科會試第二百三名，成第三甲第二百二十一名進士。三年後於正德六年（1511年）獲授大名府長垣縣知縣，九年（1514年）得人入朝為刑部雲南司主事，因母親逝世回鄉。十三年（1518年）母喪服除，改授刑部四川司主事，十六年（1521年）陞為河南司署員外郎，嘉靖元年（1522年）特獲拜任為四川按察司敘瀘兵備道僉事；三年（1524年）陞湖廣布政使司右參議，奉命提督太和山，分守下荆南道，六年（1527年）致仕，次年（1528年）蒙恩進階中順大夫。八年後在嘉靖十五年丙申正月廿四日因病去世，年七十五歲。

## 家族
曾祖盧章。祖父盧洙。父盧和，以能醫稱，有所著《丹溪纂要》行世，以子貴贈刑部署員外郎主事。母俞氏，贈安人。具庆下。